# Hildegard Bleyler

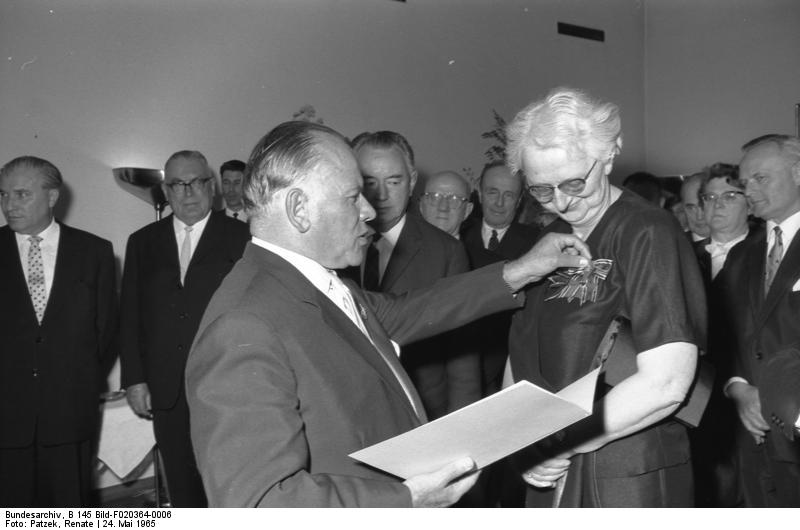
Hildegard Bleyler erhält 1965 das Bundesverdienstkreuz von Eugen Gerstenmaier

Hildegard Bleyler (* 12. November 1899 in Altkirch im Elsass; † 6. Februar 1984 in Freiburg im Breisgau) war eine deutsche Politikerin der CDU.

## Leben und Beruf
Bleyler, die römisch-katholischen Glaubens war, studierte nach dem Abitur auf dem Humanistischen Gymnasium Rechts- und Staatswissenschaften in München, Freiburg, Köln und Berlin. 1923 wurde sie zum Dr. rer. pol. promoviert. Nach einer kurzen Tätigkeit für die Zeitung Augsburger Post ging sie 1925 als Statistikerin an das Statistische Landesamt Badens in Karlsruhe. 1926/27 arbeitete sie für den Verband der Gehilfinnen- und Beamtinnenvereine in München. Danach war sie bis 1933 als Dozentin für Volkswirtschaft und Sozialpolitik in Beuthen tätig. Es folgte bis 1938 eine weitere Dozententätigkeit an der Sozialen Frauenschule in Freiburg. Anschließend war sie bis zum Kriegsende in den Arbeitsämtern in Kempten, Neu-Ulm und Reichenberg tätig.
Auch nach dem Zweiten Weltkrieg blieb Bleyler in der Arbeitsverwaltung und wurde Berufsberaterin beim Landesarbeitsamt Baden, später im selben Amt Referentin für Berufsberatung, dann Frauenreferentin und schließlich Abteilungsleiterin der Arbeitsvermittlung beim Arbeitsamt in Freiburg.

## Partei
Vor 1933 hatte Hildegard Bleyler der Deutschen Zentrumspartei angehört. Ab 1945 beteiligte sie sich am Aufbau der CDU. Sie wurde Vorsitzende des Landesfrauenbeirates der badischen CDU und Mitglied des Landesvorstandes.

## Abgeordnete
Hildegard Bleyler war eine der Vertreter Badens in der ersten Bundesversammlung und gehörte dem Deutschen Bundestag von 1953 bis 1965 an.

## Ehrungen und Auszeichnungen
- 1965: Großes Bundesverdienstkreuz[1]
- 1976: Verdienstmedaille des Landes Baden-Württemberg[2]